# Візела (футбольний клуб)
«Візела» (порт. Vizela) — португальський футбольний клуб із Візели, заснований 1939 року. Виступає у Прімейрі.

## Історія
«Візела» приєднався до футбольної асоціації Браги 1 серпня 1940 року. Двадцять шість років потому здобула перший трофей, завоювавши Taça de Campeão Nacional після перемоги над «Трамагал Спорт Уніан» (5–3). Клуб провів переважну більшість своїх перших років у третьому дивізіоні Португалії.
У 1984 році «Візела» вперше у своїй історії піднялася до Прімейра-Ліги, але тільки на один сезон, клуб посів останнє місце. Незабаром після цього команда знову опинилася в третьому ливізіоні, повернувшись лише в 2000-х роках.
У сезоні 2007–08 років у другій лізі, «Візела» посіла третє місце, команді не вистачило лише одного очка до підвищення. У наступному році фінішували на 10-му місці, але був понижений через скандал з Apito Dourado; протягом кількох років клуб відомий як фарм-клуб «Браги».
У травні 2021 року клуб посів 2-е місце в другій лізі Португалії та підвищився після 36-річної відсутності до Прімейра-Ліги.
Після сезону 2023–24 років, команда вибула із Прімейра-Ліги.

## Досягнення
- Друга ліга

Друге місце: 2020–21